# 12433 Барбієрі
12433 Барбієрі (12433 Barbieri) — астероїд головного поясу, відкритий 15 січня 1996 року.
Тіссеранів параметр щодо Юпітера — 3,354.